# Грігол Кобалія
Григол Кобалія (нар. 10 квітня 1946, Корцхель, Зугдідський район — пом. 8 травня 2008) — грузинський юрист, політик.
Закінчив Ростовську філію Академії МВС СРСР за спеціальністю «Правознавство» та Інститут субтропічного землеробства Грузії. У 2004-2008 роках був депутатом парламенту Грузії 6-го скликання за партійним списком, виборчий блок: «Національний рух – демократи».